# 언제까지 어깨춤을 추게 할거야
《언제까지 어깨춤을 추게 할거야》는 대한민국의 텔레비전 및 유튜브 예능 프로그램으로 2020년 10월 16일부터 2021년 1월 5일까지 tvN과 유튜브 채널 십오야에서 방영하였다.

## 개요
규현이 매 회 색다른 풍류를 즐기는 모습을 담은 예능이다.

## 출연자
- 규현